# Aristolochia fulvicoma
Aristolochia fulvicoma är en piprankeväxtart som beskrevs av Merr. & Chun. Aristolochia fulvicoma ingår i släktet piprankor, och familjen piprankeväxter. Inga underarter finns listade i Catalogue of Life.